# Lütisburg
Lütisburg est une commune suisse du canton de Saint-Gall, située dans la circonscription électorale de Toggenburg.

Photo aérienne (1949)

## Monuments et curiosités
- Sur une colline au-dessus de la rivière Thur se dresse l'église paroissiale Saint-Michel. Son clocher remonte en partie à 1472, l'édifice ayant été reconstruit en 1810-11 en réutilisant des pierres du château de Lütisburg[3]. Depuis l'église, on peut atteindre la chapelle du Mont-des-Oliviers (Ölbergkapelle) par l'ancienne sacristie du clocher et par un portail du gothique tardif[4].
- Au sud de la bourgade, pont de bois couvert au-dessus de la Thur construit en 1790 par Johann Ulrich Haltiner.